# Parhippopsicon albosuturale
Parhippopsicon albosuturale es una especie de escarabajo del género Parhippopsicon, familia Cerambycidae.

## Historia
Fue descrita científicamente por primera vez en el año 1971 por Breuning.